# Shungnak
Shungnak ist ein Ort mit dem Status einer City im Northwest Arctic Borough in Alaska. Das U.S. Census Bureau hatte bei der Volkszählung 2020 eine Einwohnerzahl von 272 ermittelt. Das Eskimo-Dorf liegt im Inupiaq-Sprachenraum.

## Geographie
Shungnak befindet sich im Nordwesten von Alaska südlich der Brookskette am rechten Flussufer des Kobuk River. 35 km flussabwärts mündet der Shungnak River in den Kobuk River. Der 52 m hoch gelegene Ort liegt etwa 238 km östlich vom Verwaltungszentrum Kotzebue. Nahe gelegene Orte sind Ambler, 38 km nordwestlich, und Kobuk, 11 km ostnordöstlich. Shungnak verfügt über den Flugplatz Shungnak.

## Geschichte
Shungnak wurde ursprünglich im Jahr 1899 etwa 10 Meilen flussaufwärts am Kobuk River besiedelt. In den 1920er Jahren führte Erosion entlang dem Flussufer dazu, dass ein Teil der Bewohner den Ort aufgaben. 1927 besiedelten diese den heutigen Standort von Shungnak, der damals als „Kochuk“ bekannt war. Der Ort wurde in „Shungnak“ umbenannt. Der ursprüngliche Ort, der nicht vollständig aufgegeben wurde, wurde 1928 in „Kobuk“ umbenannt. Ein Postamt existierte für mehrere Monate im Jahr 1934. 1946 wurde erneut ein Postamt eröffnet. Im Jahr 1939 lag die Bevölkerungszahl bei 193, im Jahr 1950 bei 141. Shungnak erhielt im Jahr 1967 den Status einer „City“. Die Bevölkerung von Shungnak lebt hauptsächlich von Subsistenzwirtschaft, insbesondere von Karibu.

## Demografie
Zum Zeitpunkt der Volkszählung im Jahre 2020 (U.S. Census 2020) hatte Shungnak 272 Einwohner auf einer Landfläche von 20,85 km². Von den Einwohnern waren 6 Weiße sowie 259 amerikanisch-indianischer Abstammung.
Beim Census im Jahr 2000 wurden 256 Einwohner gezählt, 2010 waren es 262.